# Hani al-Mulki
Hani Fawzi al-Mulki (in arabo هاني الملقي‎?, Hāni Al-Mulki; Amman, 15 ottobre 1951) è un politico giordano.
Dal 1º giugno 2016 al 14 giugno 2018 è stato Primo ministro del Regno Hascemita di Giordania.